# Miss Holland

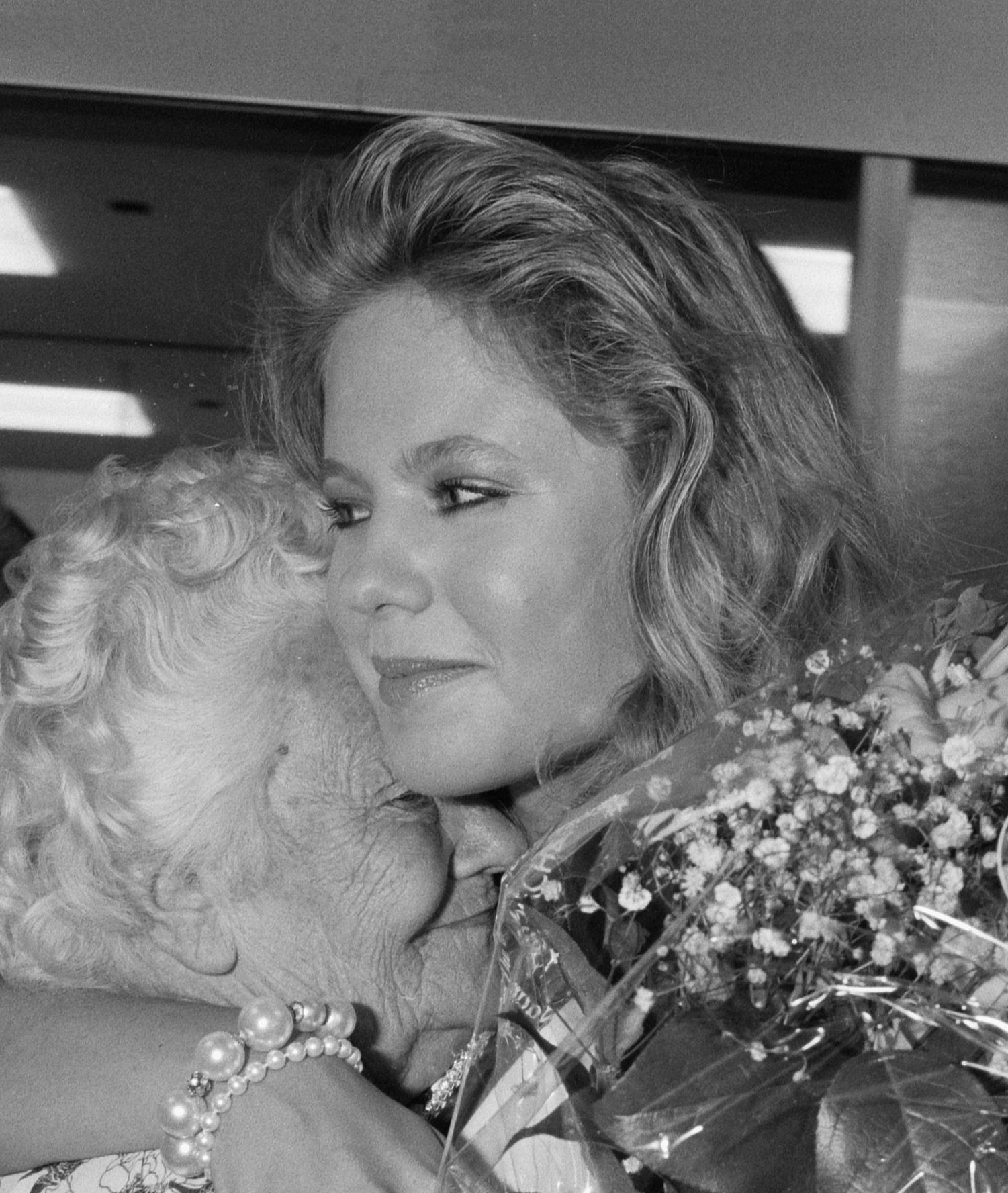
Miss Holland 1988 en Miss Universe 1989 Angela Visser (met oma)

De Miss Holland-verkiezing vond plaats van 1929 tot 1937 en tussen 1950 en 1989. Twee vrouwen die Miss Holland werden, werden later Miss World: Corine Rottschäfer (Miss World in 1959) en Catharina Lodders (1962). Angela Visser werd in 1989 Miss Universe. De missverkiezing werd opgevolgd door Miss Nederland.

## Overzicht winnaressen

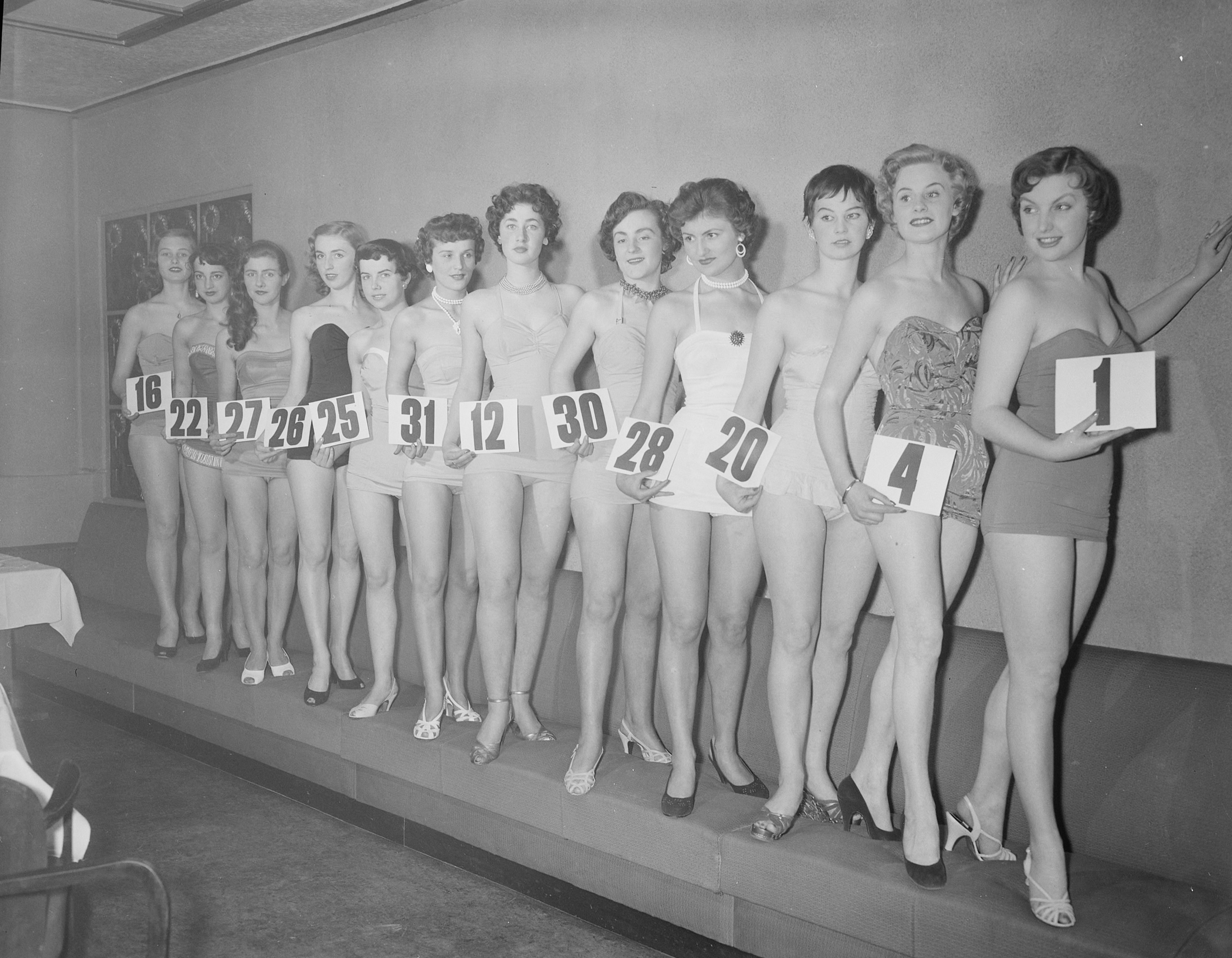
Miss Holland 1955

| - 1929: Jopie Koopman - 1930: Rie van der Rest - 1931: Marie Lelyveld - 1932: Corrie Geels - 1933: (niet gekozen) - 1934: Sonja Coers - 1935: Stella Elte - 1936: Mia Kramer - 1937: Elsie Schimpf - 1938-1949: niet gehouden - 1950: Hilda Lesman - 1951: Betty Drosdy - 1952: Yvonne Meyer - 1953: Sanny Weitner - 1954: Conny Harteveld - 1955: Angelina Kalkhoven - 1956: Rita Schmidt - 1957: Corine Rottschäfer - 1958: Lucienne Struve - 1959: Peggy Erwich - 1960: Ansje Schoon - 1961: Annemarie Brink - 1962: Catharina Lodders - 1963: Godelieve Sassen - 1964: Elly Koot | - 1965: Anna „Anja“ Maria Schuit - 1966: Margo Domen - 1967: Irene van Campenhout - 1968: Marjolein Abbink - 1969: Welmoed Hollenberg - 1970: Maureen Renzen - 1971: Laura Mulder-Smid - 1972: Jenny ten Wolde - 1973: Yildiz de Kat - 1974: Nicoline Broeckx - 1975: Linda Snippe - 1976: Nanny Nielen - 1977: Sharine Leenders - 1978: Karin Ingrid Gustafsson - 1979: Eunice Bharatsingh - 1980: Karin Gooyer - 1981: Ingrid Schouten - 1982: Brigitte Dierickx - 1983: Nancy Lalleman Heynis - 1984: Nancy Neede - 1985: Pasquale Somers en Mandy Jacobs - 1986: Janny ter Velde - 1987: Angelique Cremers - 1988: Angela Visser - 1989: Stephanie Halenbeek |

## Publicatie
- M. Traa (2015). De mooiste van het land : opkomst en ondergang van Miss Holland (1929-1937). Athenaeum-Polak & Van Gennep, Amsterdam. ISBN 978-90-253-0707-3.